# Wesley Snipes
Wesley Trent Snipes (Orlando, Florida, 1962. július 31. –) amerikai színész, filmproducer és harcművész. 
Ismertebb filmjei közé tartozik a New Jack City (1991), a Zsákolj, ha tudsz! (1992), Az 57-es utas (1992), A pusztító (1993), az Életre-halálra (1998), a Penge-trilógia (1998–2004) és a The Expendables – A feláldozhatók 3. (2014). 
Fontosabb televíziós alakítása volt A játékos (2015) című bűnügyi drámasorozatban.

## Fiatalkora
Már gyermekkorában színész akart lenni, ezért érettségi után beiratkozott a manhattani színművészeti főiskolára. Musical karrierre vágyott, de álmai füstbe mentek, mert a szülők elváltak, így anyjával és három húgával vissza kellett költöznie Floridába. Később azonban visszatért New Yorkba, ahol felvették az egyetem drámatagozatára.
Bár sikeresen végzett, és társalapítója volt a Struttin' Street Stuff nevű színésztársaságnak, egy ideig telefonszerelőként dolgozott. Közben azért szerepelt hirdetésekben is, majd a Broadwayn a The Boys of Winter című drámában debütált.
Ezután egy kis szerepet kapott Goldie Hawn Vadmacskák című filmjében. Majd Michael Jackson Bad című videóklipjében tűnt fel, melyben egy keményfiút alakított, aki a falhoz nyomja a sztárt. A klipet Martin Scorsese rendezte. Ebben hívta fel magára Spike Lee figyelmét, aki szerepeltette a Mo' Better Blues-ban. A fiatal színész olyan hatást gyakorolt a rendezőre, hogy az a következő filmjébe, a Dzsungelláz-ba is meghívta.

## Színészi pályafutása
Snipes gyermekkora óta gyakorolja a harcművészeteket, járatos többek között hapkidóban és capoeirában is. A tehetséges, jó kiállású Snipes hamarosan Hollywood férfisztárjai közé emelkedett.
Az 57-es utas (1992) című akciófilmben demonstrálta harcművészeti jártasságát, a Gyilkos nap (1993) című krimiben Los Angeles-i detektívet alakított, aki Sean Connery oldalán igyekszik felderíteni egy gyilkosságot, A pusztítóban (1993) pedig Sylvester Stallone ellenfelét alakítja, szőkére festett hajjal.
A színész azonban sokkal komplexebb alakításra is képes, ezt bizonyította a Tánc a vízen (1993) tolószékbe kényszerült figurájának megformálása vagy a Wong Foo, kösz mindent! – Julie Newmar (1995) című komédia nőnek öltözött karaktere. 1996-ban A rajongó című filmben az eredetileg Brad Pitt számára felkínált baseballjátékos szerepében alakított Robert De Niro oldalán.
A színész nem hagyott fel az akciószerepekkel, a Gyilkosság a Fehér Házban (1997) című moziban kérlelhetetlenül nyomoz, az Életre-halálra (1998) című moziban Tommy Lee Jones elől menekül, mint szökött fegyenc, míg a Penge (1998) című akció-fantasyban egy képregényfigurát kelt életre, hatalmas sikerrel. Ennek következtében várható volt, hogy következik majd a folytatás és a színésznek tetszett a dolog. A Penge 2. szintén sikeresnek bizonyult a jegypénztáraknál és a színész ázsiója még tovább emelkedett.
2001-ben alapos és hosszas edzéseknek vetette alá magát, hogy megfeleljen a fizikailag is nagy kihívást jelentő következő filmjének, a Vitathatatlan-nak. Ebben egy bokszolót játszik, aki a börtönben ringbe száll a nemi erőszakkal vádolt nehézsúlyú világbajnok ellen, akit Ving Rhames alakít.
2004-ben eljátszotta a nevével fémjelzett trilógia befejező részét, a Penge – Szentháromság című filmet, majd ezt követően pályája megtorpant. 
Ebben nagy szerepe volt annak az adócsalási-pernek, melyben a színészt bűnösnek találták, így nem csoda, hogy ezek után nem kapkodtak utána a producerek, mint azelőtt. A következő években sorra olyan filmekben kapott szerepet, melyek csak a DVD kiadást érték meg és a színész ázsiója is igencsak visszaesett. Ehhez jött hozzá még az is, hogy 2010 decemberében megkezdte az adócsalásért kirótt hároméves börtönbüntetésének letöltését, mely 2013 áprilisában ért véget.

## Magánélete
Első feleségével, April Duboise-zal öt évig tartott a házassága. 2003-ban ismerkedett meg mostani partnerével, Nikki Parkkal. Snipes kedvenc hobbija a motorozás, melynek szívesen hódol szabadidejében. Annak ellenére, hogy feketeöves harcművész, a színész mélyen elítéli az erőszakot.

## Filmográfia

### Film
| Év   | Magyar cím                             | Eredeti cím                 | Szerep                                        | Magyar hang            | Rendező                |
| ---- | -------------------------------------- | --------------------------- | --------------------------------------------- | ---------------------- | ---------------------- |
| 1986 | Vadmacskák                             | Wildcats                    | Trumaine                                      | Holl Nándor            | Joe Roth               |
| 1986 | Vadmacskák                             | Wildcats                    | Trumaine                                      | Boros Zoltán           | Joe Roth               |
| 1986 | Vadmacskák                             | Wildcats                    | Trumaine                                      | Rajkai Zoltán          | Joe Roth               |
| 1986 | Az arany utcában                       | Streets of Gold             | Roland Jenkins                                | Gesztesi Károly        | Michael Ritchie        |
| 1987 | Alkalom szüli az orvost                | Critical Condition          | mentőautó sofőr (cameo)                       | nem szólal meg         | Michael Apted          |
| 1989 | A nagy csapat                          | Major League                | Willie Mays Hayes                             | Forgács Péter          | David S. Ward          |
| 1990 | New York királya                       | King of New York            | Thomas Flanigan nyomozó                       | Háda János             | Abel Ferrara           |
| 1990 | Mo' Better Blues                       | Mo' Better Blues            | Shadow Henderson                              | Kálid Artúr            | Spike Lee (1.)         |
| 1991 | New Jack City                          | New Jack City               | Nino Brown                                    | Szabó Sipos Barnabás   | Mario Van Peebles (1.) |
| 1991 | Dzsungelláz                            | Jungle Fever                | Flipper Purify                                | Szabó Sipos Barnabás   | Spike Lee (2.)         |
| 1992 | Tánc a vízen                           | The Waterdance              | Raymond Hill                                  | Sinkovits-Vitay András | Michael Steinberg      |
| 1992 | Zsákolj, ha tudsz!                     | White Men Can`t Jump        | Sidney "Syd" Deane                            | Galambos Péter         | Ron Shelton (1.)       |
| 1992 | Zsákolj, ha tudsz!                     | White Men Can`t Jump        | Sidney "Syd" Deane                            | Kálid Artúr            | Ron Shelton (1.)       |
| 1992 | Az 57-es utas                          | Passenger 57                | John Cutter                                   | Forgács Péter          | Kevin Hooks            |
| 1993 | Forráspont                             | Boiling Point               | Jimmy Mercer ügynök                           | Csuja Imre             | James B. Harris        |
| 1993 | Gyilkos nap                            | Rising Sun                  | Webster Smith hadnagy                         | Csuja Imre             | Philip Kaufman         |
| 1993 | A pusztító                             | Demolition Man              | Simon Phoneix                                 | Csuja Imre             | Marco Brambilla        |
| 1993 | Sugar Hill, a kiégett dzsungel         | Sugar Hill                  | Romello "Rome" Skuggs                         |                        | Leon Ichaso            |
| 1994 | Halálugrás                             | Drop Zone                   | Pete Nessip                                   | Galambos Péter         | John Badham            |
| 1995 | Wong Foo, kösz mindent! – Julie Newmar | Wong Foo                    | Noxeema Jackson                               | Laklóth Aladár         | Beeban Kidron          |
| 1995 | Pénzvonat                              | Money Train                 | John Robinson                                 | Csuja Imre             | Joseph Ruben           |
| 1995 | Az igazira várva                       | Waiting to Exhale           | James Wheeler (cameo)                         | Csuja Imre             | Forest Whitaker        |
| 1996 | A rajongó                              | The Fan                     | Bobby Rayburn                                 | Csuja Imre             | Tony Scott             |
| 1997 | Gyilkosság a Fehér Házban              | Murder at 1600              | Harlan Regins nyomozó                         | Galambos Péter         | Dwight H. Little       |
| 1997 | Egyéjszakás kaland                     | One Night Stand             | Maximilian "Max" Carlyle                      | Galambos Péter         | Mike Figgis            |
| 1998 | Szökevény 2. – Életre-halálra          | U.S. Marshals               | Mark J. Sheridan / Mark Roberts / Mark Warren | Csuja Imre             | Stuart Baird           |
| 1998 | Robbanófejek                           | The Big Hit                 | nem szerepel a filmben                        | –                      | Che-Kirk Wong          |
| 1998 | Odalent a Deltán                       | Down in the Delta           | Will Sinclair                                 |                        | Maya Angelou           |
| 1998 | Penge                                  | Blade                       | Eric Brooks / Penge                           | Galambos Péter         | Stephen Norrington     |
| 1999 | Ilyen a boksz                          | Play It to the Bone         | szurkoló (cameo)                              | nem szólal meg         | Ron Shelton (2.)       |
| 2000 | A harc mestere                         | The Art of War              | Neil Shawn ügynök                             | Csuja Imre             | Christian Duguay       |
| 2002 | Mozdulatlan túsz                       | Liberty Stands Still        | Joe                                           | Lux Ádám               | Kari Skogland          |
| 2002 | Cikkcakk                               | ZigZag                      | David "Dave" Fletcher                         | Csík Csaba Krisztián   | David S. Goyer (1.)    |
| 2002 | Penge 2.                               | Blade 2                     | Eric Brooks / Penge                           | Galambos Péter         | Guillermo del Toro     |
| 2002 | Vitathatatlan                          | Undisputed                  | Monroe Hutchens                               | Csuja Imre             | Walter Hill            |
| 2004 | A megállíthatatlan                     | Unstoppable                 | Dean Cager ügynök                             | Csuja Imre             | David Carson           |
| 2004 | Penge – Szentháromság                  | Blade: Trinity              | Eric Brooks / Penge                           | Galambos Péter         | David S. Goyer (2.)    |
| 2005 | 7 másodperc                            | 7 Seconds                   | Jack Tuliver                                  | Galambos Péter         | Simon Fellows          |
| 2005 | Atomtámadás                            | The Marksman                | Mesterlövész                                  | Galambos Péter         | Marcus Adams           |
| 2005 | Káosz                                  | Chaos                       | Lorenz / Jason York                           | Galambos Péter         | Tony Giglio            |
| 2006 | A detonátor                            | The Detonator               | Sonni Griffith ügynök                         | Galambos Péter         | Po-Chih Leong          |
| 2006 | Átkozott szerencse                     | Hard Luck                   | Lucky                                         | Kamarás Iván           | Mario Van Peebles (2.) |
| 2007 | A mesterlövész                         | The Contractor              | James Jackson Dial ügynök                     | Galambos Péter         | Josef Rusnak (1.)      |
| 2008 | A harc mestere 2. – Az árulás          | The Art of War II: Betrayal | Neil Shawn ügynök                             | Galambos Péter         | Josef Rusnak (2.)      |
| 2009 | Brooklyn mélyén                        | Brooklyn's Finest           | Casanova "Caz" Phillips                       | Csuja Imre             | Antoine Fuqua          |
| 2011 | Ügynökjátszma                          | Game of Death               | Marcus Jones ügynök                           | Galambos Péter         | Giorgio Serafini       |
| 2012 | Túlvilági bosszúálló                   | Gallowwalkers               | Aman                                          | Galambos Péter         | Andrew Goth            |
| 2014 | The Expendables – A feláldozhatók 3.   | The Expendables 3           | Doktor "Doki" halál                           | Kálid Artúr            | Patrick Hughes         |
| 2015 |                                        | Chi-Raq                     | Sean "Cyclops" Andrews                        |                        | Spike Lee (3.)         |
| 2017 | A látogatók                            | The Recall                  | A Vadász                                      | Bognár Tamás           | Mauro Borrelli         |
| 2017 | Válaszcsapás                           | Armed Response              | Isaac                                         | Galambos Péter         | John Stockwell         |
| 2019 | A nevem Dolemite                       | Dolemite Is My Name         | D'Urville Martin                              | Pál András             | Craig Brewer (1.)      |
| 2020 |                                        | Cut Throat City             | Lawrence                                      |                        | RZA                    |
| 2021 | Amerikába jöttem 2.                    | Coming 2 America            | Izzi tábornok                                 | Galambos Péter         | Craig Brewer (2.)      |
| 2023 |                                        | Back on the Strip           | Luther "Mr. Big"                              |                        | Chris Spencer          |
| 2024 | Deadpool & Rozsomák                    | Deadpool & Wolverine        | Eric Brooks / Penge                           | Galambos Péter         | Shawn Levy             |

### Televízió
| Év   | Magyar cím                      | Eredeti cím                                            | Szerep                  | Megjegyzések                               |
| ---- | ------------------------------- | ------------------------------------------------------ | ----------------------- | ------------------------------------------ |
| 1984 |                                 | All My Children                                        | Marty                   | 1 epizód                                   |
| 1986 | Miami Vice                      | Miami Vice                                             | Silk                    | - 1 epizód - magyar hangja: - Bognár Tamás |
| 1987 |                                 | Vietnam War Story                                      | Bookman                 | 1 epizód                                   |
| 1989 |                                 | A Man Called Hawk                                      | Nicholas Murdock        | 2 epizód                                   |
| 1989 |                                 | The Days and Nights of Molly Dodd                      | Hood                    | 1 epizód                                   |
| 1990 |                                 | H.E.L.P.                                               | Lou Barton rendőr       | 6 epizód                                   |
| 1996 | Amerika                         | America's Dream                                        | George Du Vail          | tévéfilm                                   |
| 1997 |                                 | Happily Ever After: Fairy Tales for Every Child        | The Pied Piper (hangja) | 1 epizód                                   |
| 1998 |                                 | Masters of the Martial Arts Presented by Wesley Snipes | nem szerepel            | dokumentumfilm (vezető producer)           |
| 1998 | Sportháború                     | Futuresport                                            | Obike Fixx              | tévéfilm (producer)                        |
| 2000 | Húzd meg, ereszd meg            | Disappearing Acts                                      | Franklin Swift          | tévéfilm (vezető producer)                 |
| 2001 |                                 | Dr. Ben                                                | nem szerepel            | dokumentumfilm (vezető producer)           |
| 2003 |                                 | The Bernie Mac Show                                    | Duke                    | 1 epizód                                   |
| 2015 |                                 | The Player                                             | Mr. Johnson             | 9 epizód                                   |
| 2019 | Hétköznapi vámpírok – A sorozat | What We Do in the Shadows                              | Wesley                  | 1 epizód                                   |
| 2021 | Valós történet                  | True Story                                             | Carlton                 | 7 epizód                                   |
| 2023 | Holdlány és Ördögi Dinoszaurusz | Moon Girl and Devil Dinosaur                           | Maris Morlak (hangja)   | 2 epizód                                   |
| 2025 |                                 | Paper Empire                                           | Damon Moore             | 2 epizód                                   |

### Videóklipek
| Év   | Előadó          | Cím | Szerep   |
| ---- | --------------- | --- | -------- |
| 1987 | Michael Jackson | Bad | Mini Max |

### Videójátékok
| Év   | Cím                              | Szerep                 | Megjegyzések       |
| ---- | -------------------------------- | ---------------------- | ------------------ |
| 1994 | Demolition Man                   | Simon Phoenix          | élőszereplős videó |
| 2011 | Julius Styles: The International | Julius Styles (hangja) |                    |

## Színház
| Év   | Cím                  | Szerep           | Helyszín |
| ---- | -------------------- | ---------------- | -------- |
| 1986 | Execution of Justice | Sister Boom Boom | Broadway |

## Díjak és jelölések
- Black Reel-díj (2011) - Legjobb férfi mellékszereplő (Brooklyn mélyén)
- Black Reel-díj (2003) - Legjobb színész - jelölés (Vitathatatlan)
- Black Reel-díj (2001) - Legjobb TV színész - jelölés (Húzd meg, ereszd meg)
- Blockbuster Entertainment (1999) - Legjobb filmes páros "Tommy Lee Jones" - jelölés (Életre-halálra)
- Blockbuster Entertainment (1999) - Legjobb férfi alakítás (Penge)
MTV Movie Awards (1999) - Legjobb harc - jelölés (Penge)
- Image-díj (1997) - Legjobb TV színész (Amerika)
- Velencei Filmfesztivál 1997 - Volpi Kupa (Egyéjszakás kaland)
- MTV Movie Awards (1994) - Legjobb gonosz - jelölés (A pusztító)
- Houstoni Világ Filmfesztivál - Zsűri Különdíja (megosztva) "William Forsythe, Eric Stolz" (Tánc a vízen)
Independent Spirit-díj (1993) - Legjobb férfi mellékszereplő - jelölés (Tánc a vízen)
- MTV Movie Awards (1993) - Legjobb csók jelölés "Woody Harrelson" (Zsákolj, ha tudsz!)
MTV Movie Awards (1993) - Legjobb filmes páros jelölés "Woody Harrelson" (Zsákolj, ha tudsz!)
- Image-díj (1993) - Legjobb színész (New Jack City)
MTV Movie Awards (1992) - Legjobb gonosz - jelölés (New Jack City)

## Fordítás
- Ez a szócikk részben vagy egészben  a   Wesley Snipes című angol Wikipédia-szócikk fordításán alapul.  Az eredeti cikk szerkesztőit annak laptörténete sorolja fel. Ez a jelzés csupán a megfogalmazás eredetét és a szerzői jogokat jelzi, nem szolgál a cikkben szereplő információk forrásmegjelöléseként.